# Province d'Eliodoro Camacho
La province d'Eliodoro Camacho est une des 20 provinces du département de La Paz en Bolivie.
En 2001, il y avait 57 877 habitants sur 2 080 km².
Elle doit son nom à Eliodoro Camacho (1831-1899), homme politique bolivien.

## Liste des Municipalités
La province d'Eliodoro Camacho est divisée en trois municipalités :
- Puerto Acosta
- Mocomoco
- Puerto Carabuco